# Heliothelopsis
Heliothelopsis là một chi bướm đêm thuộc họ Crambidae.